# Mistrzostwa Polski w Tenisie Stołowym 1973
Mistrzostwa Polski w Tenisie Stołowym 1973 – 41. edycja mistrzostw, która odbyła się w 1973 roku w Rzeszowie.

## Medaliści
| Konkurencja             | Złoty                                                                 | Srebrny                                                 | Brązowy                                                              |
| Gra pojedyncza mężczyzn | Witold Woźnica (AZS Gliwice)                                          | Andrzej Baranowski (Siarka Tarnobrzeg)                  | Janusz Kusiński (Spójnia Warszawa)                                   |
| Gra pojedyncza kobiet   | Czesława Noworyta (AZS Gliwice)                                       | Alicja Lasota-Skrzypicka (Motor Lublin)                 | Ewa Olek (Siarka Tarnobrzeg)                                         |
| Gra podwójna mężczyzn   | Andrzej Baranowski (Siarka Tarnobrzeg) Witold Woźnica (AZS Gliwice)   | Alojzy Myszor (ROW Rybnik) Henryk Śpiewok (ROW Rybnik)  | Jan Wroniecki (Spójnia Warszawa) Marian Włodarski (Spójnia Warszawa) |
| Gra podwójna kobiet     | Danuta Calińska (Spójnia Warszawa) Czesława Noworyta (AZS Gliwice)    | Anna Przygoda (ROW Rybnik) Gabriela Myszor (ROW Rybnik) | Ewa Olek (Siarka Tarnobrzeg) Zofia Trzak (Włókniarz Łódź)            |
| Gra mieszana            | Janusz Kusiński (Spójnia Warszawa) Danuta Calińska (Spójnia Warszawa) | Adam Pade (Zagłębie Lubin) Anna Przygoda (Motor Lublin) | Andrzej Baranowski (Siarka Tarnobrzeg) Ewa Olek (Siarka Tarnobrzeg)  |